# Squeeze a Flower
Pour plus de détails, voir Fiche technique et Distribution.
Squeeze a Flower est un film australien réalisé par Marc Daniels et sorti en 1970.

## Fiche technique
- Titre original : Squeeze a Flower
- Réalisation : Marc Daniels
- Scénario :
- Production :
- Sociétés de production :
- Société de distribution :
- Musique : Tommy Leonetti
- Photographie :
- Montage :
- Décors :
- Costumes :
- Pays d'origine : Australie
- Format : Couleurs
- Genre : comédie
- Durée :
- Date de sortie : Australie : 26 février 1970[1]

## Distribution
- Walter Chiari : Brother George
- Jack Albertson : Alfredo Brazzi
- Rowena Wallace : June Phillips
- Dave Allen : Tim O'Mahoney
- Kirrily Nolan : Maria O'Mahoney
- Alec Kellaway : The Abbot
- Michael Laurence : Brother James
- Alan Tobin : Brother Peter
- Charles McCallum : Brother Sebastian
- Harry Lawrence : Vequis
- Roger Ward : Bosun
- Harry Britton : Photographer
- Alex Mozart : Truck Driver
- Sandy Harbutt (en) : Grape Picker
- Amanda Irving : Grape Picker
- Jeff Ashby : Bert Andrews
- Penny Sugg : Stewardess
- Sue Lloyd : Receptionist
- Barry Crocker : Waiter
- Lea Denfield : Flower Seller
- Pat Sullivan : Laboratory Assistant
- Bobby Limb : Bobby Lambert
- Dawn Lake : Dawn Lambert
- Dawn Lake : Dawn Lambert